# Gundrastorp-Ekholmens dammverk

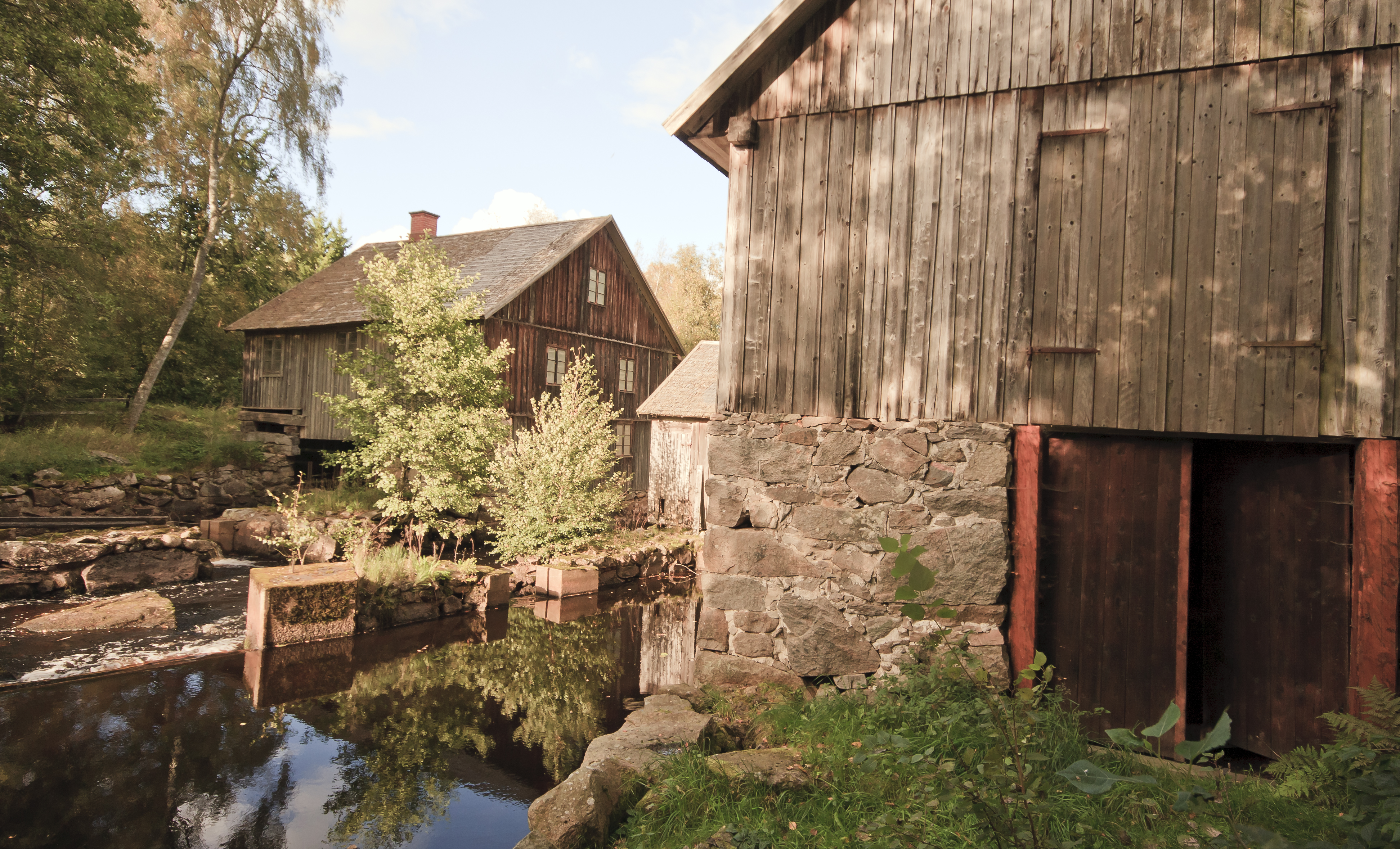
Gundrastorp-Ekholmens kvarnverk

Gundrastorps kvarn och Ekholmens såg är ett byggnadsminne omkring Vieån i Hässleholms kommun som fick sin klassning 1982. Byggnadsminnet består av Gundrastorps mjölkvarn som ligger i Vittsjö socken och Ekholmens sågkvarn som ligger i Verums socken.
1690 omnämns en skvaltkvarn på Gundrastorpssidan och 1730 vet man att det låg en kvarn även på andra sidan ån. Byggnaderna är i princip oförändrade sedan 1870-talet. Byggnaderna har omålad locklistpanel och yttertaket består av maskinhyvlade stickspån av gran. Båda kvarnarna är utrustade med underfallshjul som mäter cirka 4,7 meter i diameter. 
Anläggningen ägs av Hässleholms kommun och visas av Vittsjö hembygdsförening.